# 메이저9
메이저나인(Major9)은 대한민국의 연예 기획사로 바이브의 멤버 윤민수가 2008년 뮤직인엔터테인먼트라는 이름으로 설립한 회사를 모체로 한다. 2014년 바이브의 또다른 멤버인 류재현이 합류하여 '더바이브'로 사명을 변경하였으며, 2017년 박성태, 황정문 대표를 영입하여 '메이저나인'으로 사명 변경을 하였다.
황정문은 과거 스타제국 소속으로 쥬얼리, 제국의 아이들, 나인뮤지스 등의 매니저였다.
본사 주소는 서울특별시 강남구 학동로20길 34 (논현동)이다.

## 현재 소속 연예인

### 메이저9
- 바이브 (윤민수, 류재현)
- 캐스퍼
- 손소망
- 포맨 (하은, 요셉, 한빈)
- 김연지
- DK
- 2AM 이창민
- 장혜진
- 프란시스
- 우디
- Lokid
- 메이
- 최지은
- 윤재찬
- 배현준
- 김선빈
- 김유빈
- 김뭉먕
- 이솔로몬

## 과거 소속 연예인
- 미
- 민연재
- 2F
- 임세준
- 빅브레인 (김진용, 모상훈, 윤홍현, 황병은)
- XRO (히로)
- 블링블링 (차주현, 아야미, 마린, 나린)
- 벤
- 김동준
- 노슬립클럽 (김성주, Yeol, 김건우, 이세린, 상원)

## 과거 연습생
- 김태동
- 하민호
- 윤도연
- 휘찬
- A.M